# どうして抱いてくれないのっ!? 〜女の子だってヤりたいの!〜
『どうして抱いてくれないのっ!? 〜女の子だってヤりたいの!〜』（どうしてだいてくれないのっ!? 〜おんなのこだってヤりたいの!〜）は2011年8月26日にchococoより発売された18禁恋愛アドベンチャーゲームである。

## ストーリー
（出典：）
主人公・真田春人は女の子が大好きで、見境なく告白しては振られる日々を過ごしていた。ある日、春人は転入生の高天原美鈴に告白する。美鈴にもあっけなく振られる春人だったが、彼女は自分が魔法使いであることを明かし、春人に異性をひきつける魔法を掛ける。しかし、この魔法には副作用があった。異性とセックスをすると魔法の効力は消え、セックスをした相手は春人に関する記憶を完全に失ってしまうのだ。
やがて、魔法の力のおかげで春人にも彼女ができる。しかし、本気で好きになった相手がゆえにセックスをすることができないというジレンマを抱える。純愛を貫くか、欲望のままに彼女を押し倒すか。春人に選択が迫られる。

## 登場人物

### メインキャラクター
（出典：）
真田 春人 （さなだ はると）
本作の主人公。IT産業に携わる人材を育成する教育機関・研究学園の生徒である。
高天原 美鈴 （たかまがはら みすず）
声 - 桃井いちご
魔法使いの村から、春人のクラスにやってきた魔女の転校生。勝ち気な性格だが、男性が苦手で、恋愛経験はまったくない。
藤沢 蛍 （ふじさわ ほたる）
声 - 逢川奈々
春人の幼なじみで同級生。家事全般が得意で春人の世話をよく焼いている。春人が振られるたびに、安堵をしていた。春人が急にモテモテになったため、最近は焦りを抱いている。
輿の宮 卯月 （こしのみや うづき）
声 - 遠野そよぎ
春人の先輩で、図書委員を務める令嬢。厳しい家庭で育ったために男性に対する免疫がない。しかし、いろいろと想像をふくらませてエッチな妄想を日頃からしている。
三島 璃乃 （みしま りの）
声 - 青山ゆかり
大財閥三島グループの令嬢で、春人とは同学年。明るく振る舞い、学園のアイドルとして扱われている。しかし本来の性格はわがままである。胸が小さいこと、勉強ができないことなどをコンプレックスに感じている。社会勉強のために喫茶店「セプテンバー」で働いている。
三島 瑠花 （みしま るか）
声 - まきいづみ
璃乃の双子の姉。無口でボーっとしているようで実は頭がよい。頭脳同様、外見も妹とは対照的に無頓着だったが、春人の魔法により、外見を気にするようになった。

### サブキャラクター
（出典：）
柊 蓮 （ひいらぎ れん）
声 - 藤咲ウサ
春人の後輩。学園内では女と思われているが、実は男である。素直な性格で、春人に言われたことをすぐ信じてしまう。
白樺 靖子 （しらかば やすこ）
声 - みる
研究学園の学園長で、卯月の叔母。やる気のなさそうな態度をとりがちだが、プログラマとしての能力は一流である。怒ると「臨死体験スタンガン」を使用する。
脇田 良介 （わきた りょうすけ）
声 - 多富満
璃乃の勤務先である「セプテンバー」のマスターで、春人の良き相談相手。接客が得意ではないため、主に料理担当。